# 倉重良一
倉重 良一（くらしげ りょういち、1977年〈昭和52年〉5月21日 - ）は、日本の政治家。福岡県大川市長（2期）。
父はJA福岡中央会会長の倉重博文。

## 来歴
福岡県大川市生まれ。大川市立三又小学校、弘学館中学校・高等学校を経て、2002年に早稲田大学政治経済学部経済学科を卒業し、JA福岡中央会に就職。
2016年9月9日、鳩山二郎が父の鳩山邦夫の死去に伴う福岡6区補欠選挙に出馬するため、大川市長を辞職した。9月16日、鳩山二郎の同席の下記者会見を開き、鳩山の辞職に伴う大川市長選挙への立候補を表明した。
同年10月23日投開票の大川市長選挙に、自由民主党大川市支部の推薦を受けて出馬し、自民・民進両党の福岡県連から推薦を受けた、元大川市長の江上均を大差で破り、初当選した。投票率は過去最低の59.94％だった。10月24日、大川市役所に初登庁し、正式に大川市長に就任した。
2020年9月27日、無投票で再選した。
2期目に市長として大川市大野島に産業・観光振興拠点として「大川の駅」（仮称）の設置を構想。しかし、この構想に反対する会社相談役の江藤義行は、計画の撤回を主張。これに同意する地元市議らと市民団体を結成し、情報公開請求や署名活動に取り組み、市長選挙に無所属で立候補した。
2024年9月29日投開票の市長選挙では江藤に敗れた。